# Karamon

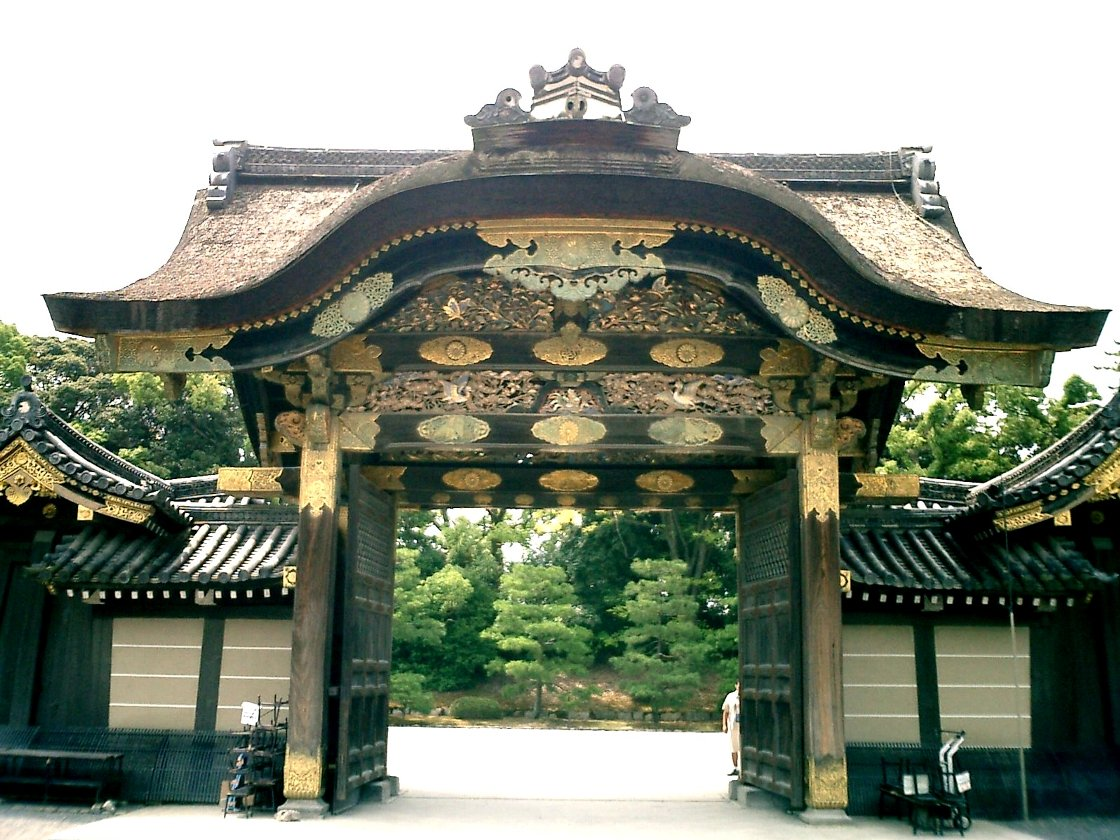
Um karamon no Castelo de Nijō

O karamon ou karakado (唐門) é um tipo de portão comum na arquitetura Japonesa. É caracterizada pelo uso de karahafu, uma tábua de empena (tábuas presas aos telhados para garantir estabilidade, frequentemente decorativas) ondulada típica do Japão. Karamon são muitas vezes utilizados nas entradas de castelos japoneses, templos Budistas e santuários e templos Xintoístas, e são, historicamente, um símbolo de autoridade.

## História
Apesar de kara (唐) poder ser traduzido como "China" ou "Tang", este tipo de telhado com tábuas onduladas apareceu pela primeira vez próximo ao final do período Heian. Ele foi chamado assim porque a palavra kara também poderia significar "nobre" ou "elegante", e era adicionada aos nomes de objetos considerados intrincados ou nobres, independente da origem. O karahafu foi desenvolvido durante o período Heian e é mostrado em pergaminhos japoneses que eram utilizados para a decoração de portas, corredores e liteiras. O karahafu mais antigo de que ainda existe fica localizado no templo de Hōryū-ji.
Inicialmente, o karahafu era utilizado apenas nos portais de templos e de residências da aristocracia Japonesa, mas, desde o início do período Azuchi-Momoyama, tornou-se um importante elemento arquitetônico na construção das mansões e castelos dos daimyo (senhores feudais japoneses). A entrada  karamon era reservada ao shogun durante suas visitas aos locais, ou para a recepção do emperador em estabelecimentos do xogunato. Estruturas ligadas com esse tipo de eventos e vínculos sociais naturalmente se dotava de um significado especial.
Karamon, posteriormente, viria a se tornar uma forma de indicar o prestígio de uma edificação, e funcionava como um símbolo da arquitetura religiosa e secular. Durante o xogunato Tokugawa, os portões karamon eram um símbolo poderoso de autoridade, refletida na arquitetura.

## Variações

### Mukaikaramon

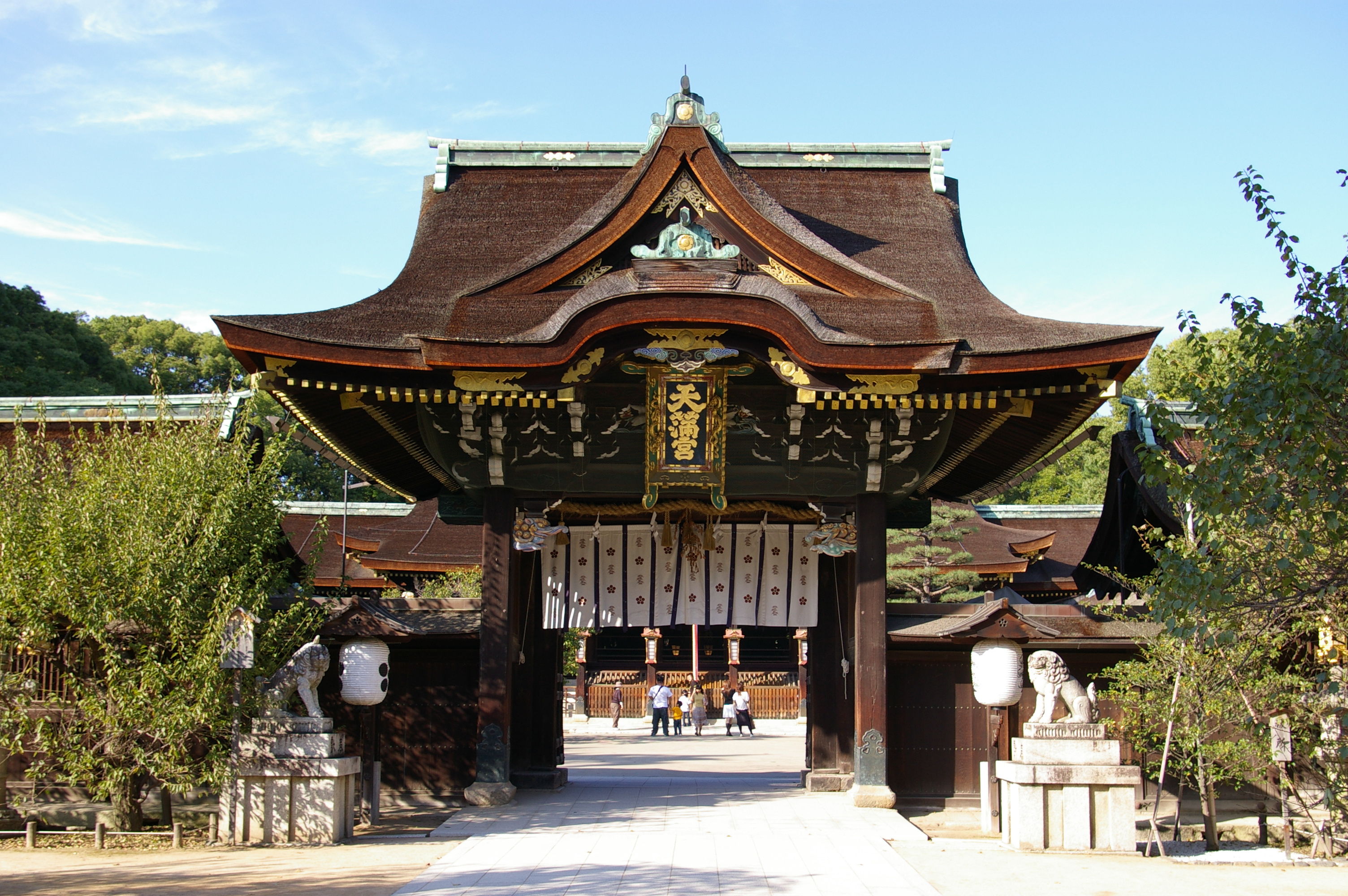
Um Mukaikaramon no Kitano Tenman-gū

Mukaikaramon (向唐門) é a forma mais comum de karamon, e apresenta dois karahafu na parte da frente e de trás da porta. Este tipo de porta pode incorporar um karahafu no meio do telhado, ou a própria água-furtada pode ser uma estrutura inteiramente curva.

### Hirakaramon
Hirakaramon (平唐門) apresentam dois karahafu nos lados esquerdo e direito do portão. Este tipo de portão era originalmente usado em palácios, e já foi chamado de miyukimon (御幸門).

### Karayotsuashimon
Karayotsuashimon (唐四脚門, literalmente portão de quatro pernas) é um estilo ornamentado de karamon que apresenta quatro decorações onduladas em todos os lados do portão. Um bom exemplo deste tipo de porta pode ser encontrada no templo Nikkō Tōshō-gū.